# Anna Pazera
Anna Pazera (née Wojtaszek le 25 novembre 1936 à Krzanowice en Pologne) est une athlète australienne, spécialiste du lancer du javelot.

## Biographie
En 1956, sous les couleurs de la Pologne, elle se classe neuvième de la finale des Jeux olympiques, à Melbourne, avec un lancer à 46,92 m. 
Dès 1958, elle représente l'Australie en grande compétition après s'être marié et avoir pris le nom de Anna Bocson. Le 24 juillet 1958, à Cardiff, à l'occasion des Jeux de l'Empire britannique et du Commonwealth, elle établit un nouveau record du monde du lancer du javelot avec 57,40 m, améliorant de près de deux mètres l'ancienne meilleure marque mondiale détenue par la Tchécoslovaque Dana Zátopková. Médaillée d'or lors de cette compétition, elle s'adjuge la médaille de bronze lors de l'édition suivante, en 1962 à Perth, et la médaille d'argent en 1966 à Kingston.
Elle termine sixième des Jeux olympiques de 1960 avec la marque de 51,15 m. Elle ne franchit pas le cap des qualifications lors des Jeux de 1964. 
Elle met un terme à sa carrière sportive en 1968.

### Palmarès
| Date | Compétition                                     | Lieu      | Résultat | Performance |
| ---- | ----------------------------------------------- | --------- | -------- | ----------- |
| 1956 | Jeux olympiques                                 | Melbourne | 9e       | 46,92 m     |
| 1958 | Jeux de l'Empire britannique et du Commonwealth | Cardiff   | 1re      | 57,40 m     |
| 1960 | Jeux olympiques                                 | Rome      | 6e       | 51,15 m     |
| 1962 | Jeux de l'Empire britannique et du Commonwealth | Perth     | 3e       | 48,68 m     |
| 1966 | Jeux de l'Empire britannique et du Commonwealth | Kingston  | 2e       | 47,81 m     |

### Records
| Épreuve           | Performance | Lieu    | Date            |
| ----------------- | ----------- | ------- | --------------- |
| Lancer du javelot | 57,40 m     | Cardiff | 24 juillet 1958 |